# ماري هاو
ماري هاو (بالإنجليزية: Mary Howe)‏ هي مغنية أوبرا أمريكية، ولدت في 1870 في براتلبورو في الولايات المتحدة، وتوفيت في 1952.